# Blet
Blet é uma comuna francesa na região administrativa do Centro, no departamento Cher. Estende-se por uma área de 29,96 km². Em 2010 a comuna tinha 579 habitantes (densidade: 19,3 hab./km²).